# Ga Thạch Trụ
Ga Thạch Trụ là một nhà ga xe lửa tại thị xã Đức Phổ, tỉnh Quảng Ngãi. Nhà ga là một điểm trên tuyến đường sắt Bắc Nam tiếp nối sau ga Mộ Đức và trước ga Đức Phổ.